# Royal Indian Navy
Die Königlich Indische Marine (engl.: Royal Indian Navy, abgekürzt RIN) war die Seestreitmacht von Britisch-Indiens. Sie bildete eine Teilstreitkraft neben der British Indian Army und von 1932 an auch der Indian Air Force.

## Geschichte
Ihre Ursprünge lagen in der 1612 gegründeten East India Company’s Marine der Britischen Ostindien-Kompanie. Der Name der britischen Marineverbände in Indien wechselte häufig, Bombay Marine, Her Majesty’s Indian Navy, Her Majesty’s Indian Marine und Royal Indian Marine. 1934 erhielt sie den Namen Royal Indian Navy. Diese wurde im Verlauf des Zweiten Weltkriegs stark ausgebaut. Die RIN war an Operationen sowohl im Mittelmeer (Operation Husky) als auch im Pazifik beteiligt. Am 18. Februar 1946 kam es zu einem Aufstand der Matrosen in Bombay gegen die britische Herrschaft.
Nach der Teilung Indiens 1947 wurden Teile der Ausrüstung und des Personals an die damalige Royal Pakistan Navy übergeben. Mit der Umwandlung Indiens in eine Republik am 26. Januar 1950 wurde die Royal Indian Navy in Indian Navy umbenannt.